# Vicent Miquel i Diego
Vicent Miquel i Diego (La Nucia, Marina Baixa, 2 de desembre de 1939 - 1 d'abril de 2016) va ser un advocat i polític valencià d'ideologia demòcrata cristiana i personalista comunitària.
A mitjan dècada de 1960, participà en la fundació del partit Unió Democràtica del País Valencià, arribant a ser Secretari d'Actes del Consell del País Valencià i membre del Consell Executiu. Va ser candidat al Congrés de Diputats en les eleccions constituents de 1977. Fou un dels promotors de la campanya d'arreplegada de 20.000 firmes en favor de la incorporació del valencià en la litúrgia amb motiu de la celebració del Concili Vaticà II.
Després de la desfeta política de la UDPV l'any 1977, va continuar vinculat al valencianisme tant participant en les Tertúlies de l'Hotel Anglès com participant en la refundació d'UDPV com a associació cívica. També va ser un col·laborador regular de la revista Saó entre 1978 i 1997, i ja abans col·laborà amb gorg i Serra d'Or.
Professionalment, fou secretari general dels ajuntaments d'Almassora, Massarró (Múrcia), Algemesí i Paterna fins a arribar a ocupar la Secretaria General de l'Ajuntament de València l'any 1991 on es va jubilar l'any 2009. Així mateix, fou Secretari d'Actes del Consell del País Valencià i professor associat de Dret Administratiu de la Universitat de València.

## Obra
Ha publicat l'obra L'Església valentina i l'ús de la llengua vernacla (1965). Va col·laborar a Serra d'Or, Cuadernos para el Diálogo i Signo.